# André Kolingba
André Kolingba (12. srpna 1936, Bangui, Ubangi-Šari – 7. února 2010, Paříž, Francie) byl čtvrtým prezidentem Středoafrické republiky, ve funkci byl od 1. září 1983 do 1. října 1993. Moc převzal od Davida Dacka po úspěšném nekrvavém puči v roce 1983, o funkci přišel, když v demokratických volbách v roce 1993 zvítězil Ange-Félix Patassé.
Jméno Kilongba znamená v překladu „samec buvola“.